# Бонобо
Боно́бо, или ка́рликовый шимпанзе́ (лат. Pan paniscus) — вид млекопитающих из семейства гоминид.

## Внешние отличия от шимпанзе обыкновенного
Несмотря на своё название, по размеру бонобо не меньше шимпанзе обыкновенного, но уступает ему в плотности телосложения. Кожа бонобо — чёрная, а не розовая, как у обыкновенных шимпанзе. Более длинные ноги и узкие, покатые плечи, в отличие от обыкновенных шимпанзе. Голосовые сигналы карликовых шимпанзе — резкие, высокие, лающие звуки.
У них красные губы на чёрном лице и небольшие уши, высокий лоб (но ниже, чем у человека), длинные чёрные волосы, которые разделены на пробор посередине.
Масса тела самцов — около 43 кг, самок — 33 кг.

## Место обитания
Обитает бонобо в тропических лесах Центральной Африки на небольшой территории между реками Конго и Луалаба. Численность составляет от 29 500 до 50 000 особей. Бонобо стал широко известен науке в 1960-х годах, но пока остаётся малоизученным видом.

## История открытия
Африканцам карликовые шимпанзе были известны испокон веков, эти животные фигурировали и в древних легендах жителей чёрного континента. Так, согласно одной из них, именно бонобо научили человека определять, какие продукты можно есть без опаски. 
Европейские учёные были знакомы с бонобо задолго до того, как он был описан как отдельный вид — это произошло лишь на исходе 20-х годов XX века. Немецкий зоолог Эрнст Шварц 1929 году, изучая скелет редкой обезьяны, хранившийся в бельгийском колониальном музее (ныне — Королевский музей Центральной Африки), понял, что видит перед собой череп не детёныша, а взрослого шимпанзе, и объявил о новом подвиде. Несколько позднее учёные доказали, что речь идёт о новом виде человекообразных обезьян. В 1954 году австрийский приматолог Эдуард Тратц и его немецкий коллега Хайнц Хек сообщили о своих наблюдениях над брачными обычаями бонобо, в том числе о спаривании в такой позе: самец на самке, самец спиной вверх, самка спиной вниз. Их работы, опубликованные на немецком языке, не дошли до широкой публики. Лишь в 1970-е годы, когда нравы стали терпимее к сексуальным темам, учёные обратили на бонобо более пристальное внимание.

## Особенности поведения
Нидерландский приматолог и этолог Франс де Ваал утверждает, что бонобо способны на альтруизм, сострадание, сочувствие, доброту, терпение и чувствительность, хотя миролюбие бонобо оспаривается.

### Социальное поведение

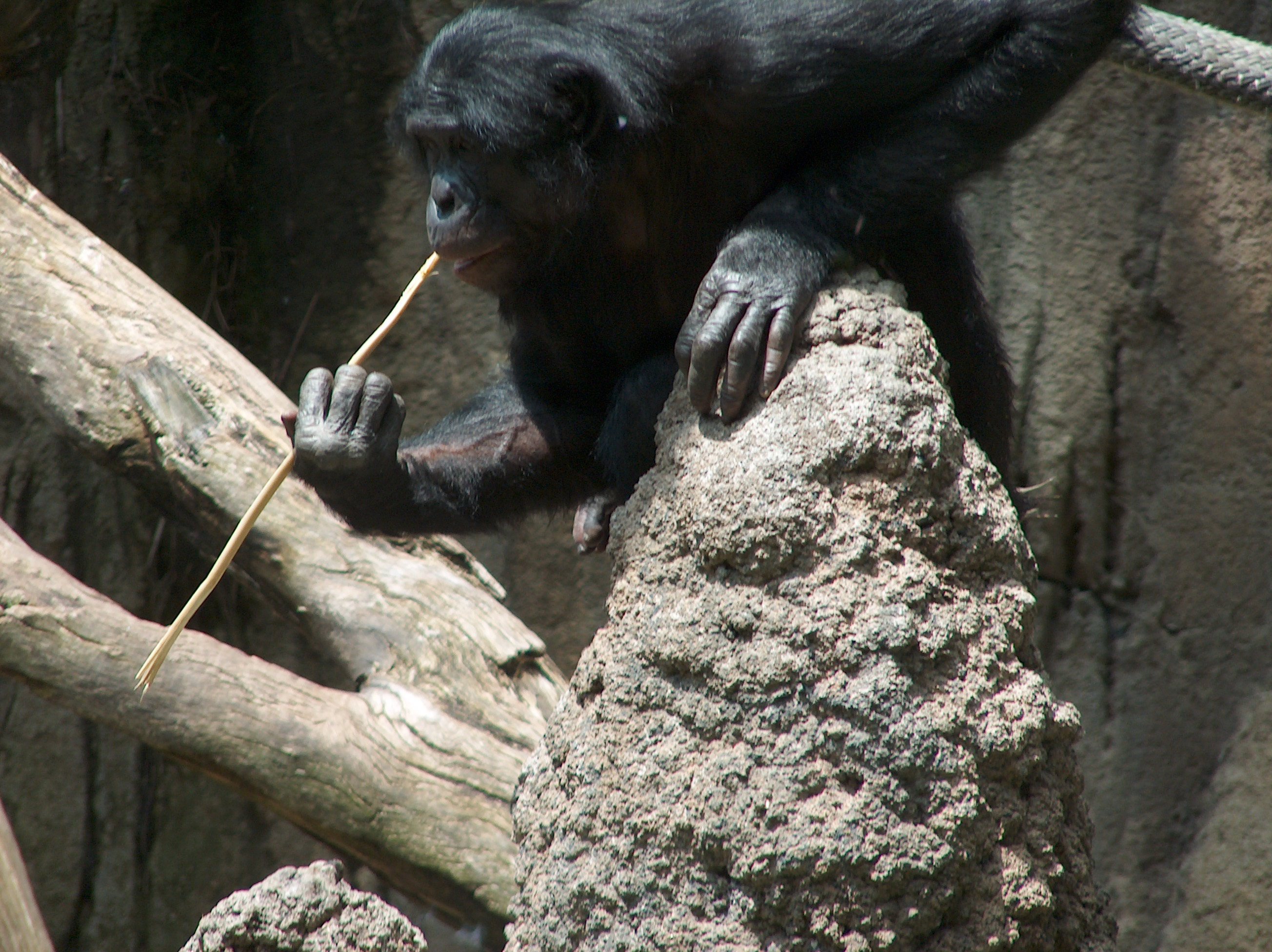
Бонобо добывает термитов

У обезьян бонобо отсутствуют особенности поведения обыкновенного шимпанзе, у них нет совместной охоты, частого применения агрессии для выяснения отношений и примитивных войн, а в неволе бонобо с лёгкостью оперируют различными предметами. Отличительной же особенностью бонобо является то, что во главе сообщества стоит самка. Агрессивные столкновения между представителями одного пола редки, самцы терпимо относятся к детёнышам и подросткам бонобо. Статус самца зависит от статуса его матери.
Несмотря на высокую частоту половых контактов, уровень воспроизводства в их популяциях невелик. Самка рождает на свет одного детёныша с интервалом в 5—6 лет. Самки становятся половозрелыми к 13—14 годам. На воле бонобо живут до сорока лет, а в зоопарках доживают и до 60.
Бонобо постоянно, даже за едой, общаются между собой с помощью системы звуков, которую пока не удалось расшифровать. Их мозг достаточно развит, чтобы воспринимать другие знаковые системы. В неволе человек-экспериментатор даёт запомнить несколько десятков знаков и их звуковой эквивалент. Далее примат запоминает разные команды на этом языке и наконец при произнесении новых, никогда не слышанных ранее команд выполняет какие-либо действия: «Намыль мячик», «Вынеси из комнаты X». Более того, описан случай, когда обученная языку знаков самка сама обучила своего детёныша вместо человека-экспериментатора. В эксперименте, проведённом Фондом исследования больших человекообразных обезьян (США), знаменитого самца Канзи удалось научить понимать на слух около 3000 английских слов и активно употреблять более 500 слов при помощи клавиатуры с лексиграммами (геометрическими знаками). Это позволяет говорить о бонобо как о самом интеллектуальном виде приматов после человека.
Особенности поведения бонобо и ряд других черт могут объясняться спецификой эволюционного развития этого вида. Ряд биологов считает, что важную роль в эволюции бонобо (как и в эволюции человека) сыграла неотения, или ювенилизация — задержка развития некоторых признаков, ведущая к сохранению детских черт у взрослых животных.
Основным компонентом их пищи являются фрукты, иногда травянистые растения, беспозвоночные и мясо других животных. Бонобо, как и обыкновенные шимпанзе, могут с ловкостью ловить мартышек, но обычно не убивают и не поедают их. Они часами играют с детёнышами мартышек и отпускают их на волю. Однако бонобо как минимум одной популяции могут убивать и поедать детёнышей других обезьян, при этом в исследовании в Конго были проанализированы несколько сообществ бонобо. Каннибализм наблюдался у обезьян, живущих в долине реки Локоро (приток Конго). В этих местах дольше периоды засухи, намного меньше растительности, и в итоге лес даёт меньшую часть еды. Плодоношение деревьев разномастное, нет сезона урожая, как в других местах проживания бонобо. Из-за этого модели поведения разных сообществ бонобо претерпевают изменения. К примеру, на участке Лилунгу бонобо ловят колобусов, но не едят, а в Вамбе бонобо и мартышки-гусары ухаживают друг за другом.
У бонобо присутствует феномен утешения, то есть дружественный контакт, предлагаемый после конфликта жертве нападения одним из членов группы, отличной от агрессора. Недавнее исследование показало, что поведение утешения уменьшает стресс у жертвы и является основой сочувствия.
В дальнейших исследованиях, проводимых в Демократической Республике Конго, в лагере Уамба, выяснились интересные подробности про бонобо. Лагерь Уамба был основан японским приматологом Такаёси Кано в 1974 году.
В современный период исследования продолжаются рядом других приматологов. Выявлены случаи, когда бонобо сбиваются в организованную группу, чтобы отразить вторжения шипохвостов — эти рептилии умеют ловко карабкаться по деревьям, а значит, могут представлять угрозу бонобо даже там, где те обычно чувствуют себя в полной безопасности.
Такое поведение идёт вразрез с ранее имевшимися представлениями о том, что бонобо не охотятся стаями, как шимпанзе. Выводы о тотальной миролюбивости бонобо были основаны на наблюдениях за поведением особей бонобо в зоопарках. Однако дикая природа намного более сурова, нежели зоопарк, и поведение бонобо это подтверждает. По гипотезе британского приматолога Ричарда Рэнгема, необычное сексуальное поведение бонобо и их относительно низкая (по сравнению с шимпанзе) агрессивность связаны с питанием.
При исследованиях и раскопках выяснилось, что последние 2 миллиона лет на левом берегу реки Конго не было горилл. Причины их вымирания неясны, но вот последствия очевидны. Это привело к выводам, что бонобо, в отличие от шимпанзе, получили качественно большую кормовую базу. Как известно, гориллы питаются растительностью на земле, и по сути занимают эту нишу, не давая конкурентам в ней спокойно находиться.
На правом берегу реки Конго, где гориллы не вымирали и продолжали жить рядом с шимпанзе, у последних оставалась кормовая база в виде фруктов и листьев на деревьях и небольшая доля мяса. Шимпанзе не могли поедать питательные коренья и стебли, поскольку гориллы ими питались и не подпустили бы конкурентов. В итоге у шимпанзе нередки драки, период спаривания у самок из-за ярко выраженной сезонности урожаев еды короткий. Короткий период спаривания обуславливает жёсткую конкуренцию между самцами шимпанзе за возможность спаривания. Периоды сытости сменяются периодами относительно голодными, когда еда становится дефицитом.
На левом берегу Конго, на котором и живут бонобо, они оказались в идеальных условиях по сравнению с шимпанзе. У них нет конкурентов в растительной пище ни на земле, ни на деревьях, и они круглый год могут получать нужное её количество, в том числе питаясь в засушливые периоды клубнями и сердцевинами стеблей, богатыми белками и сахарами. Поэтому циклы сексуальности у самок не привязаны к урожаям еды, и это снимает напряжение в их сообществах — самцам не нужно конкурировать между собой за секс с самкой, поскольку периоды спаривания не прекращаются круглый год. Бонобо не подвержены влиянию проблемы голода и поэтому намного менее агрессивны. В Национальном парке Салонга в Демократической Республике Конго бонобо примерно раз в две недели посещают пруды и заболоченные места, где питаются растущими под водой богатыми йодом стеблями только двух родов растений — кувшинки Nymphaea lotus и разными видами ситника Júncus.

### Сексуальное поведение

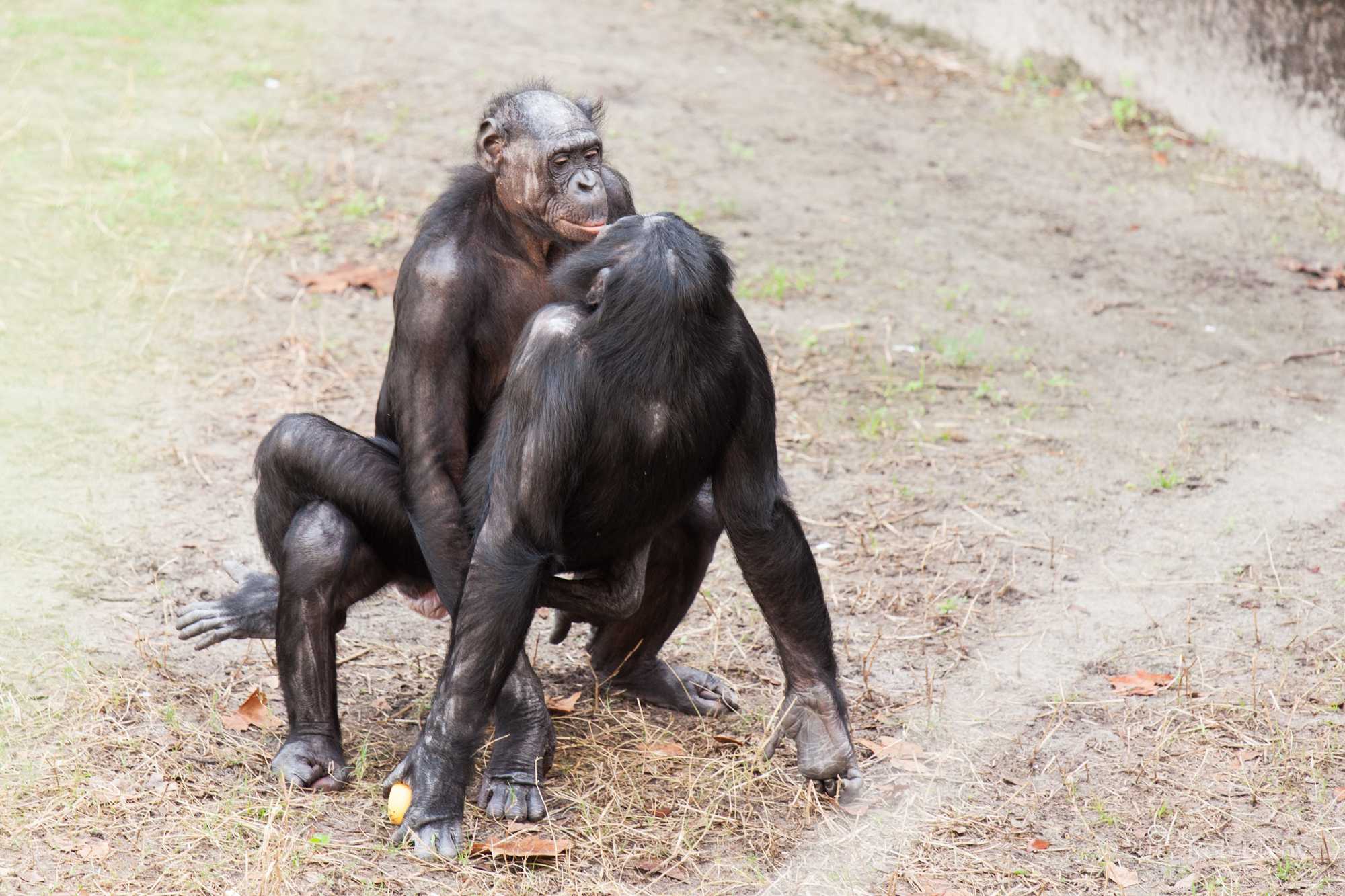
Из-за специфики анатомии половых органов самки бонобо предпочитают совершать соитие в позе «лицом к лицу»

Спаривание, играющее центральную роль в их социальной жизни, заменяет и вытесняет агрессию в сообществе бонобо. Половой акт играет важную роль в обществе бонобо, которые находятся в неволе, он используется в качестве приветствия, средства формирования социальных связей, средства разрешения конфликтов и постконфликтного примирения. Бонобо являются единственными приматами, которые участвуют во всех сексуальных позициях и видах секса: лицом к лицу, генитального секса (хотя пара западных горилл также была сфотографирована в этой позиции), поцелуи с языком, оральный секс и однополый секс. В научной литературе поведение самки с самкой, которые касаются половых органов друг друга, часто называется GG-трение, или генитально-генитальное трение. Сексуальная активность происходит в присутствии сообщества, но иногда и за его пределами. Бонобо не образуют постоянных моногамных сексуальных отношений с отдельными партнёрами. Кроме того, они, кажется, не различают в своём сексуальном поведении пола и возраста, за исключением воздержания от половых сношений между матерями и их взрослыми сыновьями. Когда бонобо находят новый источник пищи или кормёжки, увеличение радости от этого, как правило, приводит к общей сексуальной активности, по-видимому, таким образом снижая напряжённость и содействуя мирному питанию.
Самцы бонобо между собой время от времени участвуют в различных формах полового поведения. В одной форме двое самцов висели на ветке дерева лицом к лицу и занимались фехтованием пенисов. Также наблюдалось, когда двое самцов трутся пенисами, в положении лицом к лицу. Другая форма полового взаимодействия (трение задами) происходит в качестве примирения между двумя самцами после конфликта, когда они стоят спина к спине и трутся мошонками. Такаёси Кано наблюдал подобную практику среди бонобо в естественной среде обитания.
Самки бонобо между собой также имеют половые отношения, возможно, для укрепления социальных связей друг с другом, которые образуют ядро общества бонобо. Связи среди самок позволяют им доминировать в обществе бонобо. Хотя самцы бонобо индивидуально сильнее, они не могут в одиночку противостоять объединившимся в группу самкам. Подросток-самка часто оставляет родное сообщество, чтобы присоединиться к другому сообществу. Сексуальная связь с другими самками устанавливает этих новых самок в качестве новых членов группы. Эта миграция смешивает генофонд бонобо, таким образом обеспечивает генетическое разнообразие.

## Биологические исследования
Бонобо — самые близкие к человеку из ныне существующих животных, при этом бонобо проявляет больше свойственных человеку поведенческих черт, чем обыкновенные шимпанзе. Ветви шимпанзе и гоминид разделились лишь 5,5 миллиона лет назад, а бонобо специализировались медленнее, чем обыкновенные шимпанзе, и потому сохранили больше архаических черт, общих для человека и шимпанзе. Некоторые учёные в связи с этим требуют пересмотреть генеалогическое древо. Исходя из данных, имеющихся в наличии на 2018 год, их геном отличается от человеческого на 6,4 %, то есть совпадение человеческого генома и генома шимпанзе составляет 93,6 %.
Расшифровка генома бонобо в 2012 году позволила учёным предположить, что разделение рода Pan на два вида произошло не 2 млн лет, а 1 млн лет назад. С учетом результатов дальнейших исследований кажется вероятным, что предки бонобо отделились от предков шимпанзе, когда пересекли обмелевшую во время ледникового периода реку Конго, т. е. около 1,7 млн лет назад. Древний поток генов от бонобо к шимпанзе был, вероятно, более 200 000 лет назад. Кроме того, у бонобо до 4,8 % генома составляет примесь от вымершей «призрачной» популяции. У карликового шимпанзе (бонобо) время жизни их «Y-хромосомного Адама» оценивается более чем в 300 тыс. лет назад. В 2020 году группа учёных из Университета штата Пенсильвания опубликовала статью о секвенировании Y-хромосомы бонобо (Pan paniscus) и суматранского орангутана (Pongo abelii).